# 5866 Sachsen
För andra betydelser, se Sachsen (olika betydelser).
5866 Sachsen eller 1988 PM2 är en asteroid i huvudbältet som upptäcktes den 13 augusti 1988 av den tyske astronomen Freimut Börngen vid Tautenburg-observatoriet. Den är uppkallad efter den tyska delstaten Sachsen.
Asteroiden har en diameter på ungefär 13 kilometer och den tillhör asteroidgruppen Hoffmeister.